# Estação Auditorio (Metrô da Cidade do México)
A Estação Auditorio é uma das estações do Metrô da Cidade do México, situada na Cidade do México, entre a Estação Polanco e a Estação Constituyentes. Administrada pelo Sistema de Transporte Colectivo, faz parte da Linha 7.
Foi inaugurada em 20 de dezembro de 1984. Localiza-se no cruzamento da Avenida Paseo de la Reforma com a Estrada Chivatito-Arquímedes. Atende o bairro Polanco Chapultepec, situado na demarcação territorial de Miguel Hidalgo. A estação registrou um movimento de 12.218.504 passageiros em 2016.